# Neamul lui Peneș Curcanul
Neamul lui Peneș Curcanul este al treilea album al formației Fără Zahăr.

## Lista pieselor
1. 2r2rik - 3:49
2. Ali Luia (declarație de avere) - 2:42
3. Colinda Fără Zahăr - 3:35
4. Despre starea națiunii - 3:25
5. Dunitru - 3:24
6. Erată (s-avem pardon) - 1:39
7. Hai, iubito! (eurovision) - 3:02
8. Hai, iubito! - 3:02
9. Lav stori (radio edit) - 3:48
10. Lav stori - 4:16
11. Legenda căprii - 3:28
12. Neamul lui Peneș Curcanul - 5:17